# Breg, Grebinj
Breg (nemško Unterrain) je naselje v Občini Grebinj v Okraju Velikovec na Koroškem v Avstriji.